# Cabera monotonica
Cabera monotonica là một loài bướm đêm trong họ Geometridae.